# Injustice : Les dieux sont parmi nous
Injustice : Les dieux sont parmi nous (Injustice: Gods Among Us) est un jeu vidéo de combat développé par NetherRealm Studios et édité par la Warner Bros. Interactive Entertainment le 19 avril 2013 sur PlayStation 3, Xbox 360, Wii U et PC puis le 29 novembre 2013 en Edition Ultimate sur PlayStation 4, PS Vita et Xbox One. Il existe également une version différente sur iOS et Android.
Le jeu regroupe plusieurs personnages appartenant à l'entreprise américaine éditrice de bande dessinée DC Comics et donne la possibilité de les faire s'affronter. Les déplacements s'effectuent dans un système en deux dimensions tout en gardant un environnement et des personnages modélisés en trois dimensions. Certains éléments de décor peuvent être utilisés contre son adversaire.
L’histoire d'Injustice : Les dieux sont parmi nous se passe dans une réalité parallèle, où le monde vit dans un régime totalitaire avec à sa tête Superman. À la suite de l'assassinat de Lois Lane et de la destruction de Métropolis par le Joker, le plus grand super-héros de l'histoire, à la grande surprise de tous, a instauré une dictature pour préserver la paix. Tous ceux qui ne répondent pas aux lois instaurées sont pourchassés sans relâche.
Le jeu démarre cinq ans après les événements qui ont frappé Metropolis et Superman. La Ligue des Justiciers est dissoute et chaque héros doit choisir son camp. Batman semble être le chef de file de la rébellion contre Superman et doit conclure des alliances improbables. La guerre est déclarée entre chaque camp. Batman cherche alors à contacter les héros d'une autre dimension pour qu'ils l'aident à sauver son monde.
Une série de comics servant de préquelle est publiée entre 2013 et 2016. Une suite intitulée Injustice 2 sort en mai 2017 sur PlayStation 4, Xbox One et PC. Sorti en octobre 2021, le film d'animation Injustice s'inspire grandement des évènements du jeu.

## Trame
5 ans auparavant, Le Joker a piégé Superman avec du gaz de l'Épouvantail amélioré avec de la kryptonite. Le super-héros, croyant avoir affaire à Doomsday, tua accidentellement Lois Lane, dont le cœur a été relié à une arme nucléaire qui détruisit Metropolis lorsque celui-ci s'arrêta de battre. Au cours de l'interrogatoire du Joker par Batman, Superman débarqua et exécuta le Joker. Dans sa rage et sa douleur Superman décida de prendre le pouvoir et balaya aussi bien les organisations criminelles que les institutions démocratiques, instaurant la dictature du Régime Terre Unie dont il devient le Haut-Conseiller. En réponse Batman fonda l'Insurrection pour lutter contre Superman.
De nos jours, l'Insurrection de Batman perd du terrain face au Régime Terre Unie. En désespoir de cause, Batman fait venir les membres de la Ligue des Justiciers de Terre-1 — laquelle tente d'arrêter le Joker alors que ce dernier cherche à faire sauter une ogive nucléaire fournie par Lex Luthor au beau milieu de Métropolis — et téléporte Batman, le Joker, Green Arrow, Green Lantern, Aquaman et Wonder Woman dans le but de déverrouiller une cachette contenant une arme capable d'arrêter Superman. Arrivés sur Terre-Unie, les super héros de la ligue découvrent les méthodes brutales de leur version du Régime et affrontent leurs doubles, tandis que le Batman de Terre-1 poursuit le Joker avant d'être capturé par les sbires de Superman.
Une fois la Ligue réunie avec le Batman de Terre-Unie, celui-ci leur apprend comment Superman en est arrivé à instaurer une dictature, et leur explique qu'il les a téléportés parce qu'il avait besoin de leur ADN pour accéder à une arme à la Kryptonite, seul moyen de stopper Superman ; mais à peine ont-ils réussi à récupérer l'arme que les forces du Régime de Terre-Unie les attaquent, et l'arme est endommagée au cours de l'affrontement. Pour la réparer, ils font appel à Lex Luthor, le plus proche conseiller et meilleur ami de Superman, qui finance l'Insurrection et est parvenu à recruter Deathstroke, après que celui-ci ait été torturé par le Régime.
C'est alors que Superman annonce dans tous les médias qu'il va exécuter le Batman de Terre-1, dans le but d'attirer les super-héros de l'Insurrection à découvert. Ces derniers sont rejoints par le Cyborg de Terre-1, qui s'est téléporté accidentellement en tentant de ramener ses amis dans leur dimension. Tandis qu'Aquaman doit faire diversion, Batman et ses alliés investissent la prison pour libérer son double ; dans le même temps, Cyborg et Deathstroke doivent prendre le contrôle de la Tour de Guet, QG du Régime Terre-Unie pour utiliser ses téléporteurs afin de faire évader tout le monde. Le plan réussit, mais Deathstroke sabote la Tour et la fait sauter, tandis que Lex Luthor échoue à stopper Superman avec la Kryptonite et est exécuté.
Dévasté par cette trahison, Superman perd toute retenue, et décide de raser Métropolis et Gotham City, afin de stopper définitivement toute insurrection par la terreur, exécutant Shazam quand ce dernier refusa d'obtempérer, poussant Flash à rejoindre l'Insurrection. Prévenus des intentions du Régime, l'Insurrection décide d'intervenir : Wonder Woman destitue son double de Terre-Unie et recrute les Amazones dans l'Insurrection, tandis que les deux Batman, après un bref désaccord, finissent par s'accorder pour faire venir Superman de Terre-1 pour arrêter celui du Régime. À la suite de cette bataille finale, les forces du Régime Terre-Unie sont vaincues, et les principaux métahumains sont emprisonnés tandis que les héros de Terre-1 rentrent chez eux.

## Système de jeu

### Personnages jouables
Le jeu de base comprend Aquaman, Arès, Batman, Bane, Cyborg, Black Adam, Flash, Catwoman, Green Arrow, Doomsday, Hal Jordan / Green Lantern, Deathstroke, Hawkgirl, Harley Quinn, Dick Grayson / Nightwing, le Joker, Killer Frost, Raven, Lex Luthor, Shazam, Sinestro Superman, Solomon Grundy et Wonder Woman.
Pour certains personnages, plusieurs apparences sont disponibles gratuitement ou en payant : Terry McGinnis / Batman, Thomas Wayne / Batman, Damian Wayne / Nightwing alternatif, Jay Garrick / Flash, John Stewart / Green Lantern, Kendra Saunders / Hawkgirl (en)[réf. nécessaire] Hank Henshaw (en) / Cyborg Superman (en) et Green Arrow,.
Par la suite, le jeu ajoute Batgirl, Martian Manhunter, Zatanna, Lobo, Scorpion et le Général Zod,,,,,,.

## Développement

### Annonce

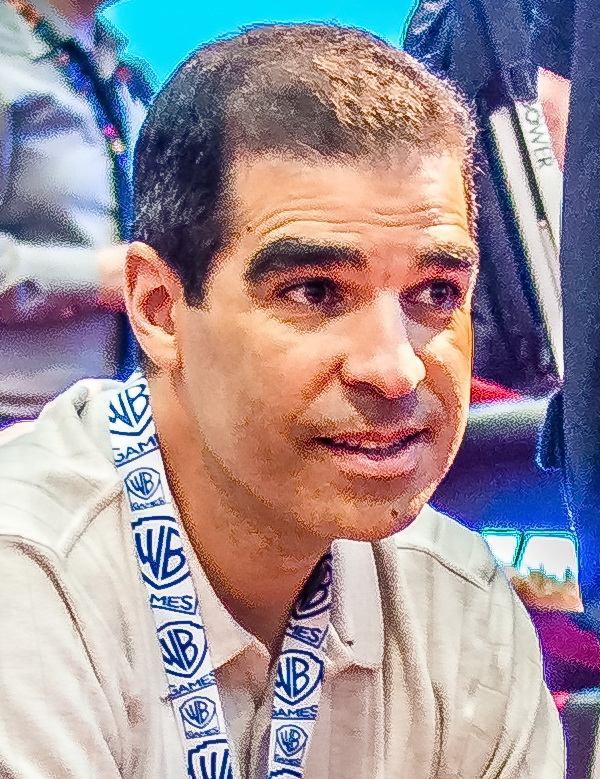
Ed Boon, l'une des têtes pensantes du jeu.

Le jeu a été annoncé le 31 mai 2012. Comme pour le dernier titre développé par Midway, Mortal Kombat vs. DC Universe, le niveau de violence sera limité pour que le jeu soit évalué T par l'ESRB.
Plusieurs joueurs professionnels ont servi de testeurs durant la conception du jeu. NetherRealms a fait en sorte d'engager des joueurs venant de diverses communautés, de Mortal Kombat comme de Street Fighter, afin de plaire à un public le plus large possible.

### Multijoueur
Afin d'obtenir le même niveau de compétition que leur précédent projet Mortal Kombat, Hector Sanchez déclare que jeu s'appuiera sur la « solide » base de son mode en ligne. Il continue en expliquant que Injustice comportera également le mode Roi de la colline, mais avec des améliorations.

### Attribution des rôles

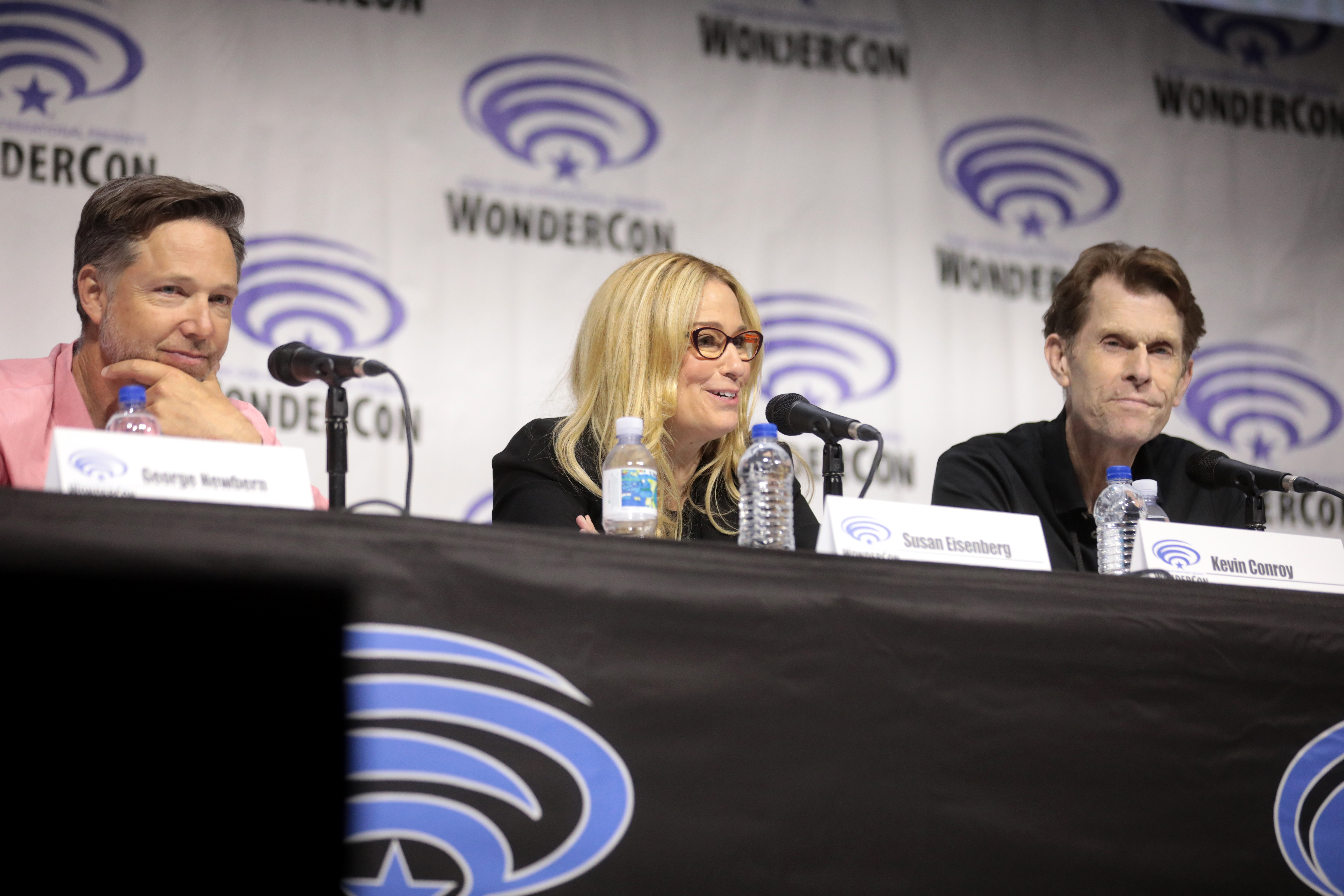
Parmi les acteurs du DC Animated Universe revenus, le jeu permet notamment de réentendre George Newbern dans le rôle de Superman, Susan Eisenberg dans celui de Wonder Woman, ainsi que Kevin Conroy dans celui de Batman.

Interprète de Batman dans les œuvres du DC Animated Universe entre 1992 et 2006, également revenu pour les jeux Batman: Arkham, Kevin Conroy revient une nouvelle fois prêté sa voix au chevalier noir. George Newbern, Susan Eisenberg, Adam Baldwin, Carl Lumbly, Phil LaMarr et Jennifer Hale reprennent respectivement Superman, Wonder Woman, Hal Jordan / Green Lantern, J'onn J'onzz / Martian Manhunter, John Stewart / Green Lantern et Killer Frost qu'ils interprètent dans la série Justice League entre 2001 et 2006,,,,.
Richard Epcar reprend le rôle du Joker qu'il tient dans le jeu Mortal Kombat vs. DC Universe (2008). Alan Tudyk, Phil LaMarr, Lacey Chabert et David Sobolov (en)[réf. nécessaire] reprennent les rôles de Green Arrow, Aquaman, Zatanna et Lobo qu'ils interprètent dans Young Justice,.
Khary Payton et Tara Strong reprennent respectivement Cyborg et Raven de la série Teen Titans (2003-2006). Tara Strong reprend également le rôle d'Harley Quinn qu'elle a interprété dans Batman: Arkham City en 2011. Également de retour par rapport aux jeux Batman: Arkham : Grey DeLisle pour Catwoman, Kimberly Brooks pour le personnage de Batgirl ainsi que Fred Tatasciore pour Bane et Solomon Grundy[réf. nécessaire].
Grand habitué des adaptations de comics, Neal McDonough campe Flash et Damian Wayne / Nightwing. Stephen Amell interprète la version alternative d'Oliver Queen / Green Arrow, qu'il interprète en prise de vues réelles dans la série Arrow (2012-2020). Nolan North campe le personnage du Général Zod.

### Contenus téléchargeables

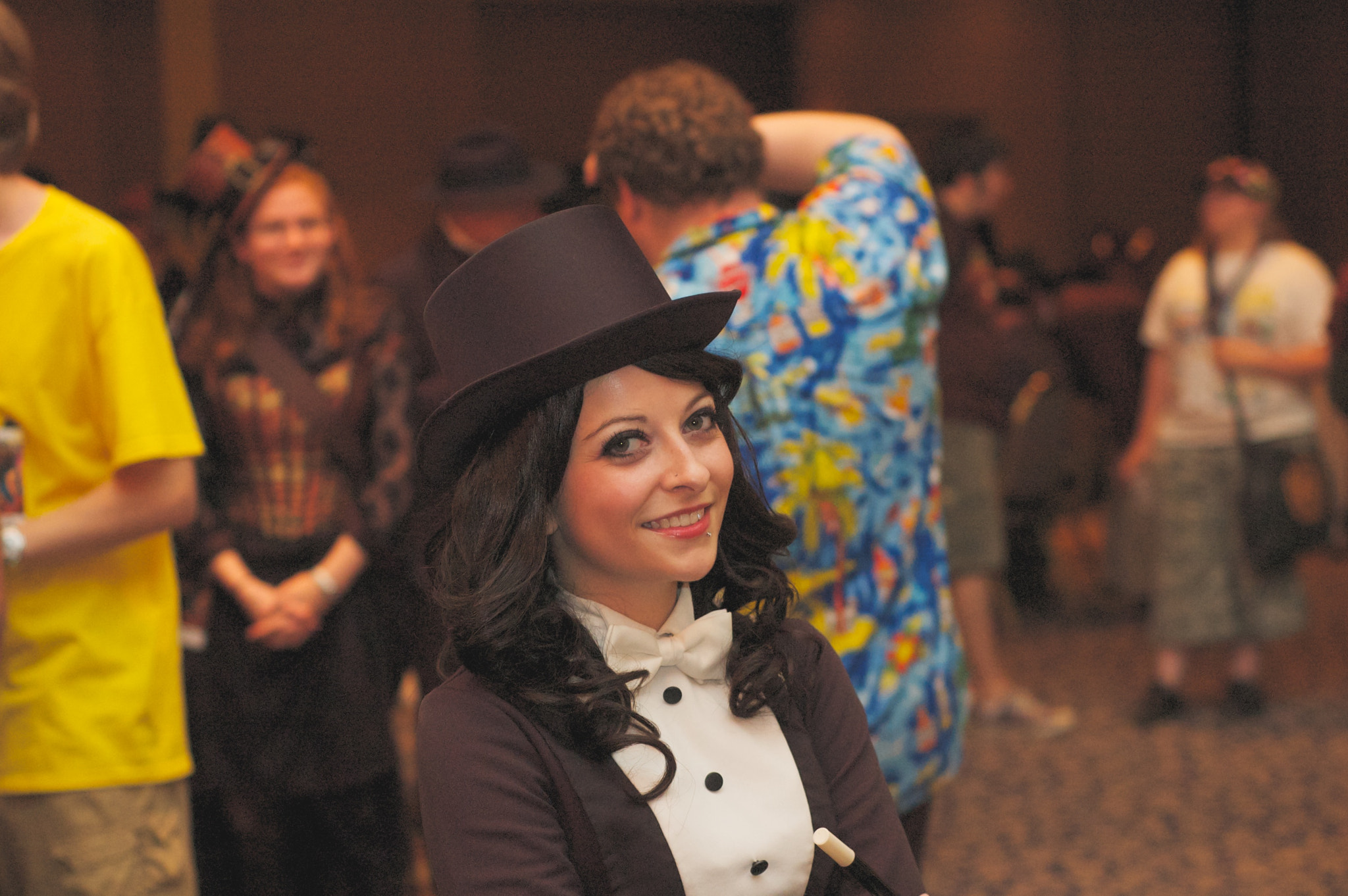
Via un sondage, les fans ont décidé que Zatanna rejoindrait le jeu.

Révélé en avril 2013 durant la Injustice Battle Arena, Lobo devient disponible à l'achat à partir du 7 mai,. Le 21 mai 2013, Batgirl devient le deuxième personnage ajouté.
Personnage de Mortal Kombat, Scorpion est annoncé le 3 juin 2013. Le personnage est disponible à partir du 11 juin 2013 avec une nouvelle apparence de la part du dessinateur Jim Lee.
Le 13 juin 2013, le Général Zod est révélé durant l'émission Conan. Il sort le 2 juillet 2022.
En mai 2013, Boon a tenu un sondage afin de savoir quel personnage pourrait rejoindre le jeu. Les personnages proposés sont Blue Beetle, Doctor Fate, Power Girl, Red Hood, Static Shock (en), Swamp Thing et Zatanna. Boon déclare également que si J'onn J'onzz / Martian Manhunter n'est pas dans le sondage, c'est par ce qu« il est numéro 1 dans tous les sondages ». Finalement, ce dernier est révélé en juillet 2013 durant l'Evolution Championship Series. Il sort le 30 juillet 2013, accompagné de John Stewart, une apparence alternative pour Hal Jordan / Green Lantern.
Il est révélé que Zatanna est la gagnante du sondage et qu'elle sera disponible à partir du 13 août 2013, en même temps que l'apparence Hank Henshaw (en) / Cyborg Superman (en) pour Superman.

### Comics
Le comic book « Injustice: Gods among us », publié chaque semaine avant la sortie du jeu, révèle comment Kal-El est devenu un tyran : le Joker et Harley Quinn ont kidnappés Lois Lane alors qu'elle était enceinte de Superman. Ce dernier les retrouva, avec l'aide de la Justice League, dans un sous-marin. Mais, lorsque Superman entra dans le sous-marin, il tomba sous l'emprise du gaz hallucinogène de l'Épouvantail, mélangé avec de la kryptonite pour pouvoir permettre au gaz de faire effet sur le héros, lui faisant croire qu'il était face à Doomsday alors qu'il s'agissait de Lois. Quand il l'a tuée en la précipitant dans l'espace, l'arrêt de son cœur a déclenché le détonateur d'une ogive nucléaire, que le Joker et Harley Quinn avaient mis en elle, dont l'explosion détruisit Métropolis et tua tous ses habitants. Fou de rage, Superman tua le Joker d'un coup de poing en plein coeur avant de se radicaliser et d'instaurer le régime de terreur du gouvernement Terre-Unie.

## Réception critique
Le jeu a été bien reçu, les critiques saluant la qualité du mode solo, la variété des personnages et la simplicité de prise en main. Les critiques négatives pointent du doigt le déséquilibre entre les personnages.

## Postérité

### Suite
Le 8 juin 2016, une suite, appelée Injustice 2, est annoncée pour 2017. Elle intègre de nouveaux personnages tels que Supergirl, Deadshot ou d'Atrocitus, et permettre de personnaliser les personnages avec des accessoires en modifiant l'aspect physique mais aussi les caractéristiques,.

### Adaptation
Le film d'animation Injustice sort en octobre 2021.

## Analyse

### Impact
Deuxième volet de l'Univers cinématographique DC, le film Batman vs Superman du réalisateur Zack Snyder reprend quelques éléments du jeu. L'un des plus plus marquants étant une séquence durant laquelle Batman a une vision d'un monde désolé dominé par Superman, l'Homme chauve-souris étant imaginé comme un résistant luttant contre la dictature du Kryptonien. Dans la version définitive du film Justice League sorti en 2021, une séquence similaire est présentée.